# 3555 Miyasaka
3555 Miyasaka este un asteroid din centura principală, descoperit pe 6 octombrie 1931 de Karl Reinmuth.